# Regina Safirsztajn
Regina Safirsztajn (geboren 1915 in Będzin, Polen; gestorben am 6. Januar 1945 im KZ Auschwitz-Birkenau) – andere Schreibweisen ihres Familiennamens Szafirztajn, Sapirsztajn, Saphirstein, Safirstein oder Safir – war eine jüdische Widerstandskämpferin im KZ Auschwitz-Birkenau.
Sie war 1944 am (zweiten) bewaffneten Aufstand des Häftlings-Sonderkommandos in den Krematorien III und IV beteiligt und wurde gemeinsam mit Ala Gertner, Rózia Robota und Ester Wajcblum wenige Wochen vor der Befreiung des Konzentrationslagers durch die Rote Armee von SS-Kräften durch Erhängen ermordet.

## Biografie
Es sind relativ wenige biografische Details aus dem Leben der Regina Safirsztajn bekannt. Sie wurde als Tochter von Josef Safirsztajn und Roza Gold Safirsztajn geboren und hatte sechs ältere Geschwister und einen jüngeren Bruder. Ihr Vater führte im vorderen Teil des Familienhauses in Będzin ein Restaurant und eine Bar. Ihre Schwestern hießen Chana Gitla (1899), später verehelichte Ickowicz, Tonia und Cesia (1912), ihre Brüder waren Mordechai, der in die Vereinigten Staaten emigrierte, Isaak, Ezel, der nach Łódź heiratete, und David, der Jüngste. Die Kinder besuchten polnische Schulen, aber zu Hause, mit den Eltern, sprachen sie jiddisch. Als Bruder Mordechai in den Vereinigten Staaten heiratete, feierte die in Będzin verbliebene Familie dieses Ereignis und versammelte sich zu einem Gruppenbild. Diese Fotografie entstand zwischen März und Juni 1930, sie ist erhalten und auf der Website des United States Holocaust Memorial Museum abrufbar. Regina Safirsztajn ist auf diesem Bild ganz rechts abgebildet.
Die Mutter der acht Geschwister starb bereits lang vor dem deutschen Überfall auf Polen, der Vater hatte einen tödlichen Herzinfarkt, kurz nachdem das örtliche Ghetto eingerichtet worden war. Er hatte gemeinsam mit seinen Kindern gelebt, und sie sorgten für ein anständiges Begräbnis. Noch im Ghetto heiratete Regina zu einem unbekannten Datum Josef Szaintal bzw. Szajntal. Da ihr Ehemann kurz darauf starb, führte sie in der Folge wieder ihren Mädchennamen.
Im August 1943 wurde sie – gemeinsam mit einer Reihe von Familienangehörigen – ins KZ Auschwitz deportiert und dort zur Zwangsarbeit selektiert. Sie wurde als „kleine Frau mit großem Herz“ charakterisiert. Sie musste in der Auschwitzer Munitionsfabrik Weichsel-Metall-Union arbeiten und wurde dort zur Vorarbeiterin. Regina Safirsztajn zählte zu den wenigen KZ-Insassinnen, die Zugang zu Sprengstoffen hatten. Ihre Freundin Ala Gertner rekrutierte sie für die Widerstandsarbeit. Ein Netzwerk von zumindest fünfzehn Frauen – darunter auch Marta Bindiger, Genua Fischer, Inge Frank und Hadassah Zlotnicka – begann, Tag für Tag kleine Mengen Sprengstoff aus dem sogenannten „Pulverraum“ zu schmuggeln und übermittelte ihn – über eine hochkomplexe Weitergabekette – den zum Widerstand bereiten Häftlingen des Sonderkommandos. Die Frauen versteckten den Sprengstoff zwischen den Brüsten und in den Kopftüchern. Sie gingen alle ein extrem hohes Risiko ein, da sie regelmäßig durchsucht wurden und die Entdeckung von derlei Widerstandstätigkeit mit der sofortigen Hinrichtung bestraft worden wäre. Trotzdem funktionierte der Sprengstoffschmuggel mehr als ein Jahr lang unentdeckt.
Als am 7. Oktober 1944 das Krematorium IV im Rahmen des Aufstands von Auschwitz gesprengt wurde, ergriffen die SS-Kräfte drakonische Maßnahmen und erschossen jeden dritten Häftling des Sonderkommandos, zumindest 451 Menschen. Die Lagergestapo konnte sich nicht erklären, wie die Häftlinge in den Besitz von Sprengstoff hatten kommen können, und startete unmittelbar umfassende Untersuchungen. Sie fanden schließlich heraus, dass der Sprengstoff aus der Weichsel-Metall-Union stammte. Es folgte eine Reihe von Verhaftungen, die allerdings zu keinem brauchbaren Ergebnis führten. Für die Lager-SS war es nicht vorstellbar, dass Juden zu einer solchen Widerstandstat in der Lage wären. Erst durch Denunziation ihres Geliebten, eines Gestapo-Spitzels, wurde Ala Gertner als Mittäterin identifiziert. Sie soll drei ihrer Genossinnen verraten haben: Rózia Robota, Regina Safirsztajn und Ester Wajcblum. Die vier Frauen wurden wochenlang gefoltert, um weitere Mittäter namhaft machen zu können, allerdings vergeblich. Insbesondere Rózia Robota, die den Kontakt zum Sonderkommando übernommen hatte, blieb standhaft und nannte nur Namen von bereits erschossenen Häftlingen.
Obwohl das Ende des NS-Regimes unmittelbar bevorstand und sich die Rote Armee rasch auf Auschwitz zubewegte, statuierten die Nazis ein letztes Exempel und erhängten Regina Safirsztajn, Ala Gertner, Rózia Robota und Ester Wajcblum am 6. Januar 1945 vor versammelter Häftlingschaft am Appellplatz, zwei Wochen bevor das KZ aufgegeben wurde und drei Wochen vor dem Eintreffen der Roten Armee. Die Frauen sollen vor ihrer Hinrichtung Durchhalteparolen ausgerufen haben, wie „Seid stark!“ oder „Rache“, und die Hymne der zionistischen Bewegung Hatikvah gesungen haben.
Regina Safirsztajn war 29 Jahre alt, als sie hingerichtet wurde.
Völlig im Schatten der vier Hingerichteten stehen die zumindest elf bislang bekannten Widerstandskämpferinnen, die ebenfalls ihr Leben riskierten, um die Widerstandskämpfer des Sonderkommandos mit Sprengstoff zu versorgen. Laut Caroline Pokrzywinski waren dies:
| - „Batsheva“ - Marta Cigé - Herta Fuchs - Rose Gruenapfel, auch Ruzia |  | - Chaya Kroin - Eugenie Langer - Regina Ledor - Irka Ogrudek |  | - Raizel Tabakman - Hanka Wajcblum - Mala Weinstein |

Der Aufstand von Auschwitz und die damit verbundenen Verzögerungen in der Mordmaschinerie haben möglicherweise zum Überleben vieler Häftlinge geführt, die sonst noch durch die SS vergast worden wären.

## Schicksal der Angehörigen
Bereits am 6. September 1939 wurde ihr Schwager Abel Ickowicz, der mit Chana Gitla drei Kinder hatte, von den Deutschen verschleppt und gemeinsam mit 28 weiteren Juden aus Będzin erschossen. Gemeinsam mit Regina Safirsztajn wurden im August 1943 eine Reihe von Familienangehörigen ins KZ Auschwitz deportiert. Unmittelbar nach der Ankunft in Auschwitz wurden in den Gaskammern ermordet:
- Tonia, ihre Schwester, und deren zwei kleine Kinder
- Marek, geboren 1931, der Sohn ihrer Schwester Chana Gitla
- die Frau ihres Bruders Isaak und deren gemeinsames Kleinkind

Jadzia, die Frau des jüngsten Bruders David, wurde für Zwangsarbeit selektiert, obwohl sie ein kleines Kind hatte. Sie blieb zusammen mit Chana Gitla und deren Töchtern Bronia und Roza. Chana Gitla verstarb im Februar 1944 am Typhus. Letztlich überlebten aber von der gesamten Verwandtschaft nur zwei:
- der rechtzeitig nach Amerika emigrierte Bruder Mordechai und
- die Nichte Roza Ickowicz (geboren am 15. Januar 1926), die wie ihre Mutter Chana Gitla Anfang 1944 an Typhus erkrankt und bereits für die Gaskammer selektiert worden war, jedoch aus ungeklärten Gründen der Ermordung entkam. Sie verpasste im Herbst 1944 einen Appell und wurde zur Auspeitschung verurteilt, entschloss sich zur Flucht und gelangte durch glückliche Umstände in eine Gruppe von Frauen, die nach Bergen-Belsen überstellt wurden. Dort wurde sie im April 1945 von den Briten befreit. Sie gelangte in ein Lager der Alliierten in Schwandorf, lernte Simon Lajb Rechnic kennen, einen der wenigen Überlebenden aus ihrer Heimatstadt Będzin, und heiratete ihn am 15. August 1945. Im Herbst 1946 emigrierte das Paar in die Vereinigten Staaten.[1]

## Gedenken

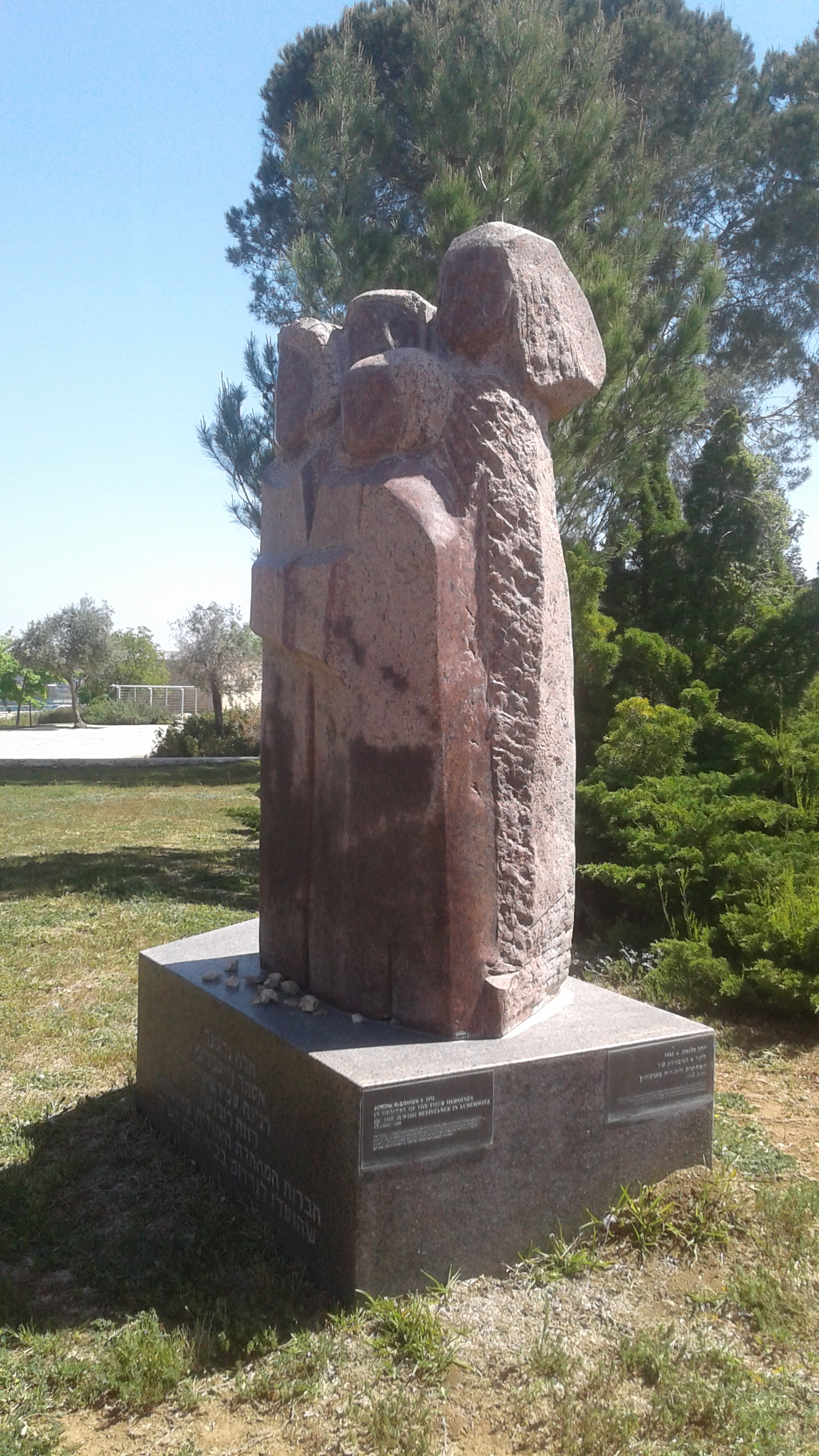
Denkmal für die vier gehenkten Widerstandskämpferinnen von Auschwitz, geschaffen von Joseph Salomon 1989

Im Jahr 1991 wurde in Yad Vashem ein Denkmal zu Ehren der vier Hingerichteten errichtet. Die Initiative dafür ging von Ester Wajcblums Schwester Hanika, die nunmehr Anna Heilman hieß, und von Rose Meth geb. Gruenapfel aus, beide ebenfalls in den Widerstandsakten involviert.
Am 7. Oktober 1994 wurde bei einer Gedenkveranstaltung zum 50. Jahrestag des Sonderkommando-Aufstands im Staatlichen Museum Auschwitz-Birkenau eine Gedenktafel zu Ehren von Ala Gertner, Rózia Robota, Regina Safirsztajn und Ester Wajcblum im Stammlager Auschwitz enthüllt.
Im Jahr 2014 zeigte der Choreograf Jonah Bokaer eine multimediale Ausstellung unter dem Titel October 7, 1944 im Center for Jewish History in Manhattan.